# خاویر فرناندس (اسکیت‌باز نمایشی)
خاویر فرناندس (اسپانیایی: Javier Fernández‎؛ زادهٔ ۱۵ آوریل ۱۹۹۱) اسکیت‌باز نمایشی اهل اسپانیا است.